# Actina xizangensis
Actina xizangensis är en tvåvingeart som beskrevs av Yang och Akira Nagatomi 1992. Actina xizangensis ingår i släktet Actina och familjen vapenflugor. Inga underarter finns listade i Catalogue of Life.